# 4355 Memphis
4355 Memphis је астероид главног астероидног појаса са средњом удаљеношћу од Сунца која износи 2,572 астрономских јединица (АЈ).
Апсолутна магнитуда астероида је 12,9.